# Macrocera albipunctata
Macrocera albipunctata är en tvåvingeart som beskrevs av Loïc Matile 1973. Macrocera albipunctata ingår i släktet Macrocera och familjen platthornsmyggor. Inga underarter finns listade i Catalogue of Life.